# 洪恰里夫卡 (利維夫州)
洪恰里夫卡（羅馬化：Honcharivka）是烏克蘭西部利維夫州佐洛奇夫區佐洛奇夫市鎮的村莊。該村處於佐洛奇夫卡河畔，始建於1488年，面積1.65平方公里，海拔高度234米，2001年人口1,006。